# Mühlhausen (Baden-Württemberg)
Mühlhausen település Németországban, azon belül Baden-Württembergben. Lakosainak száma 8832 fő (2023. december 31.).

## Népesség
A település népessége az elmúlt években az alábbi módon változott:
| Lakosok száma | 5043 | 5622 | 5944 | 6124 | 6370 | 6963 | 7848 | 8168 | 8289 | 8832 |
|               | 1961 | 1967 | 1974 | 1980 | 1987 | 1993 | 2000 | 2006 | 2013 | 2023 |